# The Ecstatic
The Ecstatic je čtvrté studiové album amerického rappera Mos Defa. Vydáno bylo v červnu roku 2009 společností Downtown Records. Převážná část alba byla nahrána v losangeleském studiu Record Plant. Jako producenti se na albu podíleli Georgia Anne Muldrow, J Dilla, Madlib, Mos Def, Mr. Flash, The Neptunes, Oh No a Preservation. Na obalu alba byl použit do červena zbarvený záběr z filmu Zabíječ ovcí (1978).

## Seznam skladeb
1. „Supermagic“ – 2:32
2. „Twilite Speedball“ – 3:02
3. „Auditorium“ – 4:34
4. „Wahid“ – 1:39
5. „Priority“ – 1:22
6. „Quiet Dog Bite Hard“ – 2:57
7. „Life in Marvelous Times“ – 3:41
8. „The Embassy“ – 2:45
9. „No Hay Nada Mas“ – 1:42
10. „Pistola“ – 3:02
11. „Pretty Dancer“ – 3:31
12. „Workers Comp.“ – 2:02
13. „Revelations“ – 2:03
14. „Roses“ – 3:41
15. „History“ – 2:21
16. „Casa Bey“ – 4:32